# Andrássy Gyula (politikus, 1860–1929)
Ifjabb csíkszentkirályi és krasznahorkai gróf Andrássy Gyula Gábor Manó Ádám (Tőketerebes, 1860. június 30. – Budapest, Józsefváros, 1929. június 11.) magyar politikus, belügyminiszter, jogi szakíró, pártvezető, az utolsó osztrák-magyar külügyminiszter, az Országos Magyar Képzőművészeti Társulat elnöke, id. Andrássy Gyula miniszterelnök fia, az Andrássy család sarja. Államtudománnyal és történelemmel is foglalkozott.

## Életpályája

### Gyermekkora
Miután édesapja az Osztrák–Magyar Monarchia külügyminisztere lett 1871-ben, a család Bécsben, a Ballhausplatzon élt. A fiatal Andrássy Gyula nem járt iskolába, mindvégig magántanuló volt. A gimnázium első osztályának anyagából 1871-ben az budai egyetemi gimnáziumban tette le a vizsgát. Nevelője 1871 decemberétől Bolgár Mihály piarista volt, attól kezdve a budapesti piaristáknál vizsgázott, egészen az érettségiig, 1878-ig.
A szünidőket az Andrássy család együtt töltötte, például Tiszadobon. Apja külügyminiszteri megbízatásának lejárta után többet foglalkozott gyermekeivel, külpolitikai nézeteivel is megismertette őket. Ifj. Andrássy Gyula pályája is a külügyek területén kezdődött: 1883-ban apja beajánlotta a konstantinápolyi követségre, ahol először fogalmazóhelyettes, 1884-ben – diplomáciai vizsgájának letétele után – Berlinben követségi attasé lett. Közben jogot hallgatott a berlini Frigyes Vilmos Egyetemen, ahol Eduard Gneist volt a tanára. Mindezek alapján a nemzeti liberális eszmék híve lett.

### Magánélete
Fivére, Andrássy Tivadar halála (1905) után annak özvegyét, Zichy Eleonórát 1909-ben feleségül vette. Lányaik, Andrássy Ilona, Andrássy Borbála, Andrássy Katinka és Andrássy Klára neveltetéséről is ő gondoskodott. A leányok Duci bácsinak hívták családi körben. Klára 1919-ben a titkáraként dolgozott.

### Politikai pályafutása 1906 előtt

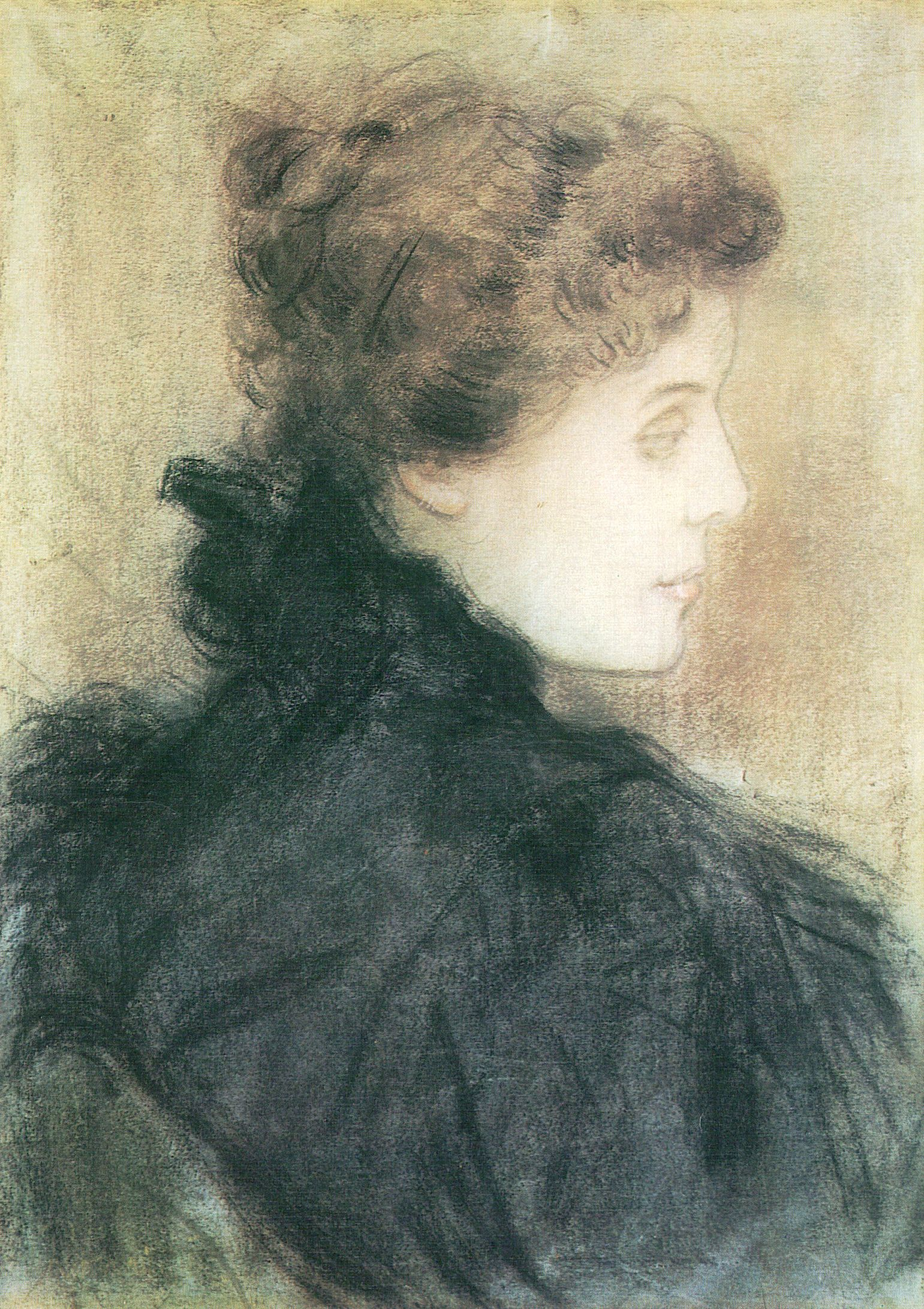
Felesége Zichy Eleonóra (Rippl-Rónai József festménye

1884-ben a Szabadelvű Párt tagjaként kapcsolódott be a belpolitikai életbe. Az 1884-es választásokon a csíkszentmártoni kerületben választották meg először országgyűlési képviselőnek. 1886-ban elhagyta a diplomáciai pályát. Az első Wekerle-kormányban – Tisza Lajos utódaként – 1894. június 10-étől 1895. január 15-éig a király személye körüli miniszter volt. 1898-ban rövid időre, majd 1904-ben, Tisza Istvánnak a parlamenti ellenzék letörésére irányuló erőszakos politikája miatt („zsebkendőszavazás”) ismételten kilépett a Szabadelvű Pártból, és a szövetkezett ellenzékhez csatlakozott. Hevesen támadta a Fejérváry-kormányt. Az 1905-ös választásokat követően társaival a 67-es alapokon álló Országos Alkotmánypárt alapítója és vezére lett.
1884 után az 1887-es és az 1892-es választásokon is mandátumot nyert előbb Csíkszentmártonban, majd Budapest Terézváros nevű részében. Az 1896-os választásokon kiesett a parlamentből, de 1897-ben Andrássy Géza kényszerű visszalépése után a megüresedett rozsnyói kerületben újra képviselő lett. 1901-ben a losonci kerületben, 1905-ben Olaszliszkán, míg 1906-ban három kerületben is megválasztották, amik közül ő a kassait tartotta meg.

### Belügyminiszterként
A második Wekerle-kormányban 1906. április 8-ától 1910. január 17-éig belügyminiszter; ellenezte a munkásság és parasztság szocialista mozgalmait, az általános választójogot, a plurális választójog bevezetését pedig szorgalmazta. Az ő idején történt a csernovai tragédia.

### A Monarchia felbomlásáig
Lemondása után pártját is feloszlatta, s pártonkívüliként a második Tisza István-kormány parlamenti ellenzékének egyik vezetője lett. Az 1910-es választásokon a nagymihályi választókerület mandátumát nyerte el. 1913-ban újból megszervezte az Alkotmánypártot. 1918. október 11-én Svájcban diplomáciai tárgyalásokat folytatott. Az év október 24-étől október 30-áig az Osztrák–Magyar Monarchia utolsó közös külügyminisztere volt. 1919-ben a bécsi ellenforradalmi Antibolsevista Comité egyik vezetője. 1919 után hazatért.

### Legitimista politikusként
1920 januárjában pártonkívüli programmal képviselőnek választották Miskolc I-es számú választókerületében. 1921 februárjában elvállalta a Keresztény Nemzeti Egyesülés Pártjának elnökségét. Részt vett a IV. Károly király második visszatérési kísérletében, emiatt Tatán elfogták, és néhány hétig vizsgálati fogságban tartották; ezalatt lemondott pártelnöki tisztségéről és kilépett a pártból. Kiszabadulása után a Friedrich-féle Keresztény Földmíves és Polgári Párthoz csatlakozott. Az 1922-es választásokon Budapest I. kerülete országgyűlési mandátumát hódította el. Az 1926-os választásokig maradt tagja a parlamentnek, de nem sokkal később bekövetkező haláláig folyamatosan támadta legitimista oldalról a Bethlen-kormány politikáját.

## Önálló művei
- Az 1867-iki kiegyezésről. Bp., 1896 (németül: Ungarns Ausgleich mit Österreich vom Jahre 1867. Lipcse, 1897)
- Miként tartotta fenn Magyarország a középkorban alkotmányos szabadságát. Bp., 1900
- A magyar állam fönnmaradásának és alkotmányos szabadságának okai. Bp., I. 1901, II-III. 1911 (angolul: The Development of Hungarian constitutional liberty. London, 1908)
- Zrínyi Miklós, a költő. Bp., 1909
- A közigazgatás reformja. Bp., 1913
- Drei Reden über auswärtige Politik. Bécs, 1914, Bp., 1914
- A száműzött Rákóczi. Bp., 1914
- Háború és a társadalom. Bp., 1914
- Entwicklung und Ziele Mitteleuropas (Sonderabdruck. Deutsche Rundschau Berlin) 1915
- A jó béke céljai. Bp., 1915
- Considérations sur les origines de la Guerre. Lausanne, 1915
- Kinek a bűne a háború?; Franklin, Bp., 1915
- A magyarság és németség érdekszolidaritása; Franklin, Bp., 1916 (Olcsó könyvtár)
- A világháború problémái. Bp., 1916
- Törvényes király és a magyar függetlenség. Bp., 1918
- A háború és a béke; Franklin, Bp., 1918
- A királykérdés jogi szempontból. Bp., 1920
- A jövő külpolitikája; Táltos, Bp., 1920
- Diplomácia és világháború; Légrády, Bp., 1921
- Miért kell a törvényes király? Bp., 1922 („puccskarlista” álnéven)
- A világháború előzményei. Bp., I. 1925, II. 1926 (németül: Bismarck und Andrássy. Betrachtungen zur Vorgeschichte des Weltkriegs. Bp., Lipcse, 1924, angolul: Bismarck, Andrássy and their successors. London, 1927)
- Törvényes király és a magyar függetlenség; Globus, Bp., 1928
- Diplomácia és világháború; utószó Varga Lajos; Primusz, Bp.–Göncöl–Dorog, 1990

## Folyóiratokban megjelent írásai
- Széchenyi politikája. Magyar Társadalomtudományi Szemle, 1912
- Még egy szó az angol parlamentárizmusról. Pár megjegyzés. Nyugat, 1912
- A király fiainak jogai. Magyar Kultúra, 1922. I-II.
- Még egy szó az angol parlamentárizmusról. Nyugat, 1922
- Európa diplomáciai történetéről. 1871-1914. Külügyi Szemle, 1923
- Anglia és Magyarország alkotmányos fejlődéséről. Budapesti Szemle, 1927
- A magyar királyság jövője. Magyar Helikon, 1928

## Róla
- Szalai Miklós: Ifjabb Andrássy Gyula élete és pályája. MTA Történettudományi Intézete, Budapest, 2003
- Kertész János: Lengyelország és az Andrássyak. Bp., 1936
- Kertész János: Ifjabb gróf Andrássy Gyula és a magyar-osztrák monarchia. Sárospatak, 1934
- Kertész János: Ifj. Andrássy Gyula gróf irodalmi munkássága 1896-1929. Bp., 1933 (bibliográfia, angolul, franciául, olaszul is)
- A katolikus univerzalizmust képviselő Marian Zdziechowski az emlékének ajánlotta 1933-ban megjelent Węgry i dookoła Węgier (Magyarország és Magyarország körül) c. művét, melynek két fejezete ifj. Andrássynak a lengyel államiság helyreállítása érdekében folytatott diplomáciai tevékenységét összegzi.[5]
- Részletes bibliográfia:  Archiválva 2014. április 29-i dátummal a Wayback Machine-ben

## Emlékezete
Tisztelt Cím!  Az Alábbiak miatt fordulunk Önökhöz. Az Ifj. gróf Andrássy Gyula emlékezete cím alatt valótlanságokat tartalmazó adatok vannak feltüntetve. 
Kérjük a közzétett adatoknak a felülvizsgálatát az érdeklődők hiteles tájékoztatása végett.
Tisztelettel,
Ifj. Gróf Andrássy Gyula Alapítvány